# آبشار هونوا
آبشار هونوا (به لاتین: Hunua Falls) یک آبشار در نیوزیلند است که در منطقه آوکلند واقع شده‌است.